# Bóng chuyền bãi biển tại Đại hội Thể thao châu Á 2022
Bóng chuyền bãi biển tại Đại hội Thể thao châu Á 2022 được tổ chức tại Trung tâm Bóng chuyền Bãi biển Ninh Ba Bán Biên Sơn thuộc thành phố Ninh Ba, Chiết Giang, Trung Quốc từ ngày 19 đến ngày 28 tháng 9 năm 2023. Ở kì Đại hội Thể thao châu Á 2022, 16 quốc gia thi đấu ở nội dung nam, và 11 quốc gia thi đấu ở nội dung nữ.

## Quốc gia tham dự
- Có tổng cộng 94 vận động viên đến từ 17 quốc gia tham gia thi đấu môn Bóng chuyền bãi biển tại Đại hội Thể thao châu Á 2022:

- Trung Quốc (8)
- Hồng Kông (6)
- Indonesia (8)
- Iran (4)
- Nhật Bản (6)
- Kazakhstan (8)
- Ma Cao (8)
- Maldives (2)
- Oman (4)
- Philippines (8)
- Palestine (4)
- Qatar (4)
- Hàn Quốc (8)
- Sri Lanka (2)
- Thái Lan (8)
- Tajikistan (4)
- Đông Timor (2)

## Lịch thi đấu
| VB | Vòng bảng | 16 | Vòng 16 đội | ¼ | Tứ kết | ½ | Bán kết | CK | Chung kết |

| ND↓/Ngày → | 19/09 Thứ 3 | 20/09 Thứ 4 | 21/09 Thứ 5 | 22/09 Thứ 6 | 23/09 Thứ 7 | 24/09 CN | 25/09 Thứ 2 | 26/09 Thứ 3 | 27/09 Thứ 4 | 28/09 Thứ 5 |
| ---------- | ----------- | ----------- | ----------- | ----------- | ----------- | -------- | ----------- | ----------- | ----------- | ----------- |
| Nam        | VB          | VB          | VB          | VB          |             | 16       | ¼           | ½           |             | CK          |
| Nữ         | VB          | VB          | VB          | VB          |             | 16       | ¼           | ½           | CK          |             |

## Danh sách huy chương
| Nội dung | Vàng                                   | Bạc                                   | Đồng                                          |
| -------- | -------------------------------------- | ------------------------------------- | --------------------------------------------- |
| Nam      | Qatar · Cherif Younousse · Ahmed Tijan | Trung Quốc · Ha Likejiang · Wu Jiaxin | Kazakhstan · Sergey Bogatu · Dmitriy Yakovlev |
| Nữ       | Trung Quốc · Xue Chen · Xia Xinyi      | Nhật Bản · Miki Ishii · Sayaka Mizoe  | Trung Quốc · Wang Fan · Dong Jie              |

## Bảng tổng sắp huy chương
| Hạng               | Đoàn               | Vàng | Bạc | Đồng | Tổng số |
| ------------------ | ------------------ | ---- | --- | ---- | ------- |
| 1                  | Trung Quốc (CHN)   | 1    | 1   | 1    | 3       |
| 2                  | Qatar (QAT)        | 1    | 0   | 0    | 1       |
| 3                  | Nhật Bản (JPN)     | 0    | 1   | 0    | 1       |
| 4                  | Kazakhstan (KAZ)   | 0    | 0   | 1    | 1       |
| Tổng số (4 đơn vị) | Tổng số (4 đơn vị) | 2    | 2   | 2    | 6       |